# ジョージ・ベンティンク (1715-1759)
ジョージ・ベンティンク卿（英語: Lord George Bentinck、1715年12月24日 – 1759年3月1日）は、グレートブリテン王国の軍人、政治家。

## 生涯
初代ポートランド公爵ヘンリー・ベンティンクとエリザベス・ノエル（Elizabeth Noel、1737年3月埋葬、第2代ゲインズバラ伯爵ライオセスリー・ノエルの娘）の息子として、1715年12月24日に生まれた。1725年から1728年までイートン・カレッジで教育を受けた後、1735年にエンサインとして近衛歩兵第一連隊に入隊、1739年にグランドツアーに出た。
1741年イギリス総選挙では立候補しなかったが、1742年1月にドロイトウィッチ選挙区の補欠選挙で当選、1747年イギリス総選挙でグラムパウンド選挙区に鞍替えして再選、1754年イギリス総選挙でマームズベリー選挙区に鞍替えして再選した。議会では常に政府を支持した。
1743年にcaptain lieutenant（大尉(captain)と中尉(lieutenant)の中間にあたる階級）に昇進、1745年に大尉、ついで中佐に昇進したのち、1750年に連隊長への昇進を申請、1752年に大佐兼国王ジョージ2世の副官(aide-de-camp)に昇進、1754年に第5歩兵連隊隊長に任命された。
1753年6月29日にメアリー・ディヴィス（Mary Davies、1759年6月にウォルター・グリフィス（Walter Griffith）と再婚）と結婚したが、子女をもうけないまま1759年3月1日に死去した。